# Postal²
Postal² è uno sparatutto in prima persona open world sviluppato da Running with Scissors, Inc. e pubblicato da Whiptail Interactive per PC nel 2003. Seguito di Postal, è disponibile per Microsoft Windows, Mac OS e Linux. Come il predecessore si svolge in una versione demenziale e splatter della vita di tutti i giorni in una cittadina americana.
Il film Postal di Uwe Boll si ispira in parte a questo videogame.

## Trama

### Lunedì
Postal Dude (letteralmente "tizio postale") è un uomo sulla trentina che vive assieme a sua moglie in un camper nella città fittizia di Paradise, in Arizona. In un lunedì non specificato, Dude si sveglia per poi scoprire che il condizionatore non funziona quando lo prova ad accendere (quindi gli spara con un fucile a pompa) e che il latte non c'è nel frigo. Quando va fuori per compiere le faccende, trova la sua auto rotta, il che lo costringe ad andare a piedi per l'intero gioco. Gli incarichi del giorno sono 3:
- Prendere la paga (pick up pay-check):

Postal Dude si reca alla RWS, dove sta prendendo posto una protesta contro i videogiochi dell'azienda, per ritirare la propria paga per il suo lavoro. Il suo boss, Vince, gli informa (ridendo) che egli è licenziato (anche se Dude aveva iniziato a lavorare il giorno prima). Dopo aver compiuto l'incarico, i manifestanti assaltano l'edificio, costringendo Dude a scappare (opzionalmente, uccidendo i protestatori);
- Incassa paga (cash pay-check):

Postal Dude va alla banca per incassare la paga del lavoro. Il giocatore può scegliere se voler aspettare in fila o derubare la banca. Facendo il primo, la banca viene invasa da dei ladri, mentre facendo il secondo la polizia arriverà sul posto per arrestare Dude. In ogni caso, l'incarico viene compiuto;
- Prendi il latte (get milk):

Postal Dude va in un minimercato appartenente ad un afgano di nome Habib per prendere del latte di capra. Similarmente a prima, il giocatore può decidere se aspettare in fila e pagare 5 dollari per il latte o provare ad andare via senza pagare dal negozio, il che rende Habib ostile, perciò egli chiude il negozio, intrappolando Dude. In questo caso, si può scappare andando nello sgabuzzino e salire al primo piano, in cui si scopre che il negozio è un nascondiglio dell'Al-Qaeda, e rompere l'unica finestra (opzionalmente uccidendo delle donne islamiche nel mentre).
Postal Dude torna a casa e mente a sua moglie che egli è in sabbatico.

### Martedì
Gli incarichi del giorno sono 4:
- Confessa peccati (confess sins):

Postal Dude si reca alla chiesa all'apice della città per confessare i suoi peccati, facendo una donazione alla chiesa. Dopo aver compiuto l'incarico, dei terroristi islamici attaccano la chiesa;
- Ottieni firme (get signatures):

Postal Dude gira per Paradise chiedendo a 7 cittadini a caso di firmare la sua petizione "per far giocare videogiochi violenti a membri del Congresso piagnucoloni". È l'incarico più iconico della serie;
- Ritorna libro (return book):

Dude va alla biblioteca a riportare il libro preso da sua moglie (che, a parola di Dude, è analfabeta). Dopo aver compiuto l'incarico, dei protestatori contro i libri mettono a fuoco la biblioteca;
- Prendi l'autografo di Gary (get Gary's autograph):

Al centro commerciale di Paradise, Dude aspetta in fila per ricevere una copia autografata dell'autobiografia di Gary Coleman, datagli da quest'ultimo in persona. Gary minaccia Dude di non venderla su eBay. Dopo, la polizia invade il centro commerciale per arrestare l'attore (apparentemente senza motivo), quindi Gary diventa ostile sia contro i poliziotti sia contro Dude.
Il nostro protagonista torna a casa, e si scopre che egli prese l'autobiografia cosicché sua moglie, appunto, la vendesse su eBay. Dude chiede alla moglie se il libro valesse di più se l'attore fosse morto, ed ella conferma. Da questo, si può capire che Gary è stato ucciso, o dalla polizia o da Dude.

### Mercoledì
Gli incarichi del giorno sono 3, per poi diventare 4:
- Urina su papà (piss on dad):

Dude va al cimitero della chiesa (ora una moschea improvvisata) per urinare sulla tomba del suo patrigno, "Mr. T. Dude Sr.". Dopo aver compiuto l'incarico, due montanari lo mettono fuori gioco colpendolo alla testa con una pala, per poi portarlo nella cantina di una distilleria e vestendolo con una tuta da BDSM, poiché i montanari vogliono utilizzare Dude per i loro scopi perversi. Dude riesce tuttavia a recuperare le sue cose e scappare (a scelta del giocatore, uccidendo i montanari);
- Vota (vote):

Dude va nel piano superiore di un ristorante per votare (anche se la struttura del modulo di voto confonde altamente Dude);
- Prendi albero di Natale (get Xmas tree):

Dude va ad una "riserva di alberi di Natale" per prenderne uno. Dopo aver cercato in lungo e in largo, Dude prende un albero di statura media illuminato al completo dal Sole. Dopo averlo preso, però, due montanari lo notano: il primo dice che quell'albero era il suo preferito, perciò chiede al secondo cosa fare. Il secondo dice che "lo dovranno fare qui" e che "lo farà strillare come una gallina", quindi attaccano Dude, ma egli se ne va sano e salvo dalla riserva (opzionalmente, uccidendo tutti i montanari presenti);
- Prendi bucato (pick up laundry):

Dopo esser uscito dalla distilleria, Dude dice che "non può tornare a casa in questo modo", perciò va alla lavanderia per prendersi i vestiti puliti. Durante il tragitto, i compaesani di Dude lo prenderanno in giro.
Postal Dude torna a casa. Sua moglie gli chiede se ha preso l'albero, e Dude dice di sì e che non gli è costato niente visto che era luglio. Poi la moglie gli dice che spera che abbia votato oggi, perché le sue scelte influenzeranno il futuro, ma Dude chiaramente non condivide.

### Giovedì
Gli incarichi del giorno sono 4:
- Prendi napalm (get napalm):

Dude nota che "le erbacce stanno crescendo senza limiti", perciò va 
in una fabbrica di napalm per, appunto, prendere un cannone a napalm. Dopo aver esplorato la fabbrica, trova la super-arma e se la prende, ma subito dopo, uno scienziato vomita su un quadro elettrico, facendolo esplodere, uccidendo lo scienziato e provocando un malfunzionamento di un macchinario, mandando l'intero edificio nel caos assoluto. Dude riuscirà ad uscire tramite gli scarichi d'acqua rotti;
- Prendi Krotchy (get Krotchy):

Nel lato ovest del centro commerciale, Dude va nel negozio di giocattoli di Krotchy, una mascotte raffigurante un pene eretto, per prendere il suo giocattolo, di cui c'è n'erano solo 2 versioni: una nascosta nel retro del negozio ed una in mano alla mascotte. Se si prende la prima, si dovranno combattere i commessi del negozio per l'andata e al ritorno, un'orda di poliziotti e, dopo essere usciti dal retro, si dovrà combattere Krotchy, armato di un lanciarazzi. Alternativamente, si può acquistare la seconda direttamente dalla mascotte. Anche se all'inizio dice a Dude che i giocattoli sono finiti, Dude gli offre in cambio l'autobiografia di Gary Coleman, perciò la mascotte cede il giocattolo raro;
- Prendi bistecche (get steaks):

Dude va in una macelleria nell'area suburbana di Paradise per prendere bistecche per l'arrosto della "rete network degli amici psicotici". Però, quando entra nella macelleria, non c'è nessuno alla cassa. Dude, perciò, entra nel retro della macelleria, dove scopre che i macellai che lavorano nel posto sono cannibali e tritano esseri umani per la loro carne. I macellai notano Dude e diventato ostili verso di lui. Similarmente alla missione precedente, Dude si farà strada nella macelleria, combattendo i macellai matti e finalmente, prende 4 bistecche bovine. Al ritorno, la SWAT scambierà Dude per un macellaio, quindi provano ad ucciderlo, ma Dude se ne va intatto;
- Paga biglietto (pay ticket):

Dude va alla stazione della polizia di Paradise per pagare la multa per eccesso di velocità di 300 dollari. Il giocatore può alternativamente trovare una cassetta postale dentro la stazione per non pagare, ma per ciò i poliziotti all'interno della stazione proveranno ad arrestare o uccidere Dude.
Postal Dude torna nel suo camper. Dice a sua moglie che ha preso il giocattolo di Krotchy due volte (insinuando che egli ha pagato per uno e ucciso Krotchy per l'altro), e, per far vedere la sua nuova arma a sua moglie, spara una bomboletta di napalm con essa, mettendo a fuoco il tappeto di casa.

### Venerdì
Gli incarichi del giorno sono 3, con un incarico opzionale:
- Prendi alternatore (get alternator):

Postal Dude va alla discarica
per prendere un alternatore nuovo per la sua auto rotta. Il giocatore può pagare per l'alternatore (perciò il gestore lo accompagnerà e glielo farà prendere) o andarselo a prendere da solo, il che infurierà il gestore della discarica e la sua assistente, perciò lo attaccheranno. In ogni caso, dopo averlo preso, dei cani mordaci si aggirano per la discarica, ma Dude riesce a scappare (opzionalmente, uccidendo i cani);
- Prendi pacco (pick up package):

Postal Dude va ad un centro di ritiro pacchi per ritirare un pacco, di cui l'emittente sembra essere l'Al-Qaeda, poiché quando un commesso va a prendere il pacco, la bomba ad orologiera dentro di esso esplode, uccidendo il commesso. Per questo, il centro chiude i battenti e i commessi attaccano Dude, assieme alla SWAT che irrompe nel centro. Dude riuscirà ad uscire attraversando il retro del centro;
- Compleanno di zio Dave (Uncle Dave's Bday):

Dude si reca alla base del suo zio Dave, il leader di una minorità di zeloti, perché è il suo compleanno, e, secondo Dude, "fa delle feste di compleanno da urlo". Arrivato nel posto, si nota che l'ATF è davanti al fortino, dicendo ai seguaci di Dave di "rinchiudersi in uno spazio chiuso e ricoprirsi di qualcosa di infiammabile". Dopo aver dato il regalo allo zio (un giocattolo di Krotchy), l'ATF assalta il fortino, barricando quasi tutte le uscite. Dude, tuttavia, scappa intatto;
- Vai all'ambulatorio (go to clinic):

Se durante questo giorno Postal Dude urina, essa è verde e causa danni al giocatore. Per questo, Dude si reca all'ambulatorio, e gli viene detto da un'infermiera che lui ha la gonorrea, perciò gli dice di andare dalla "Vend-a-Cure", una macchina che preleva la sua urina (anche se disgustata da essa) per poi dargli la medicina necessaria.
Questo incarico può essere saltato se non si urina durante questo giorno.
Dopo aver finito tutti gli incarichi, su Paradise sembra scatenarsi un'apocalisse, dove il cielo diventa arancione e iniziano a piovere gatti. Fortunatamente, Dude riesce a salvarsi e a tornare a casa, ma quando lo fa, sua moglie gli chiede se si è ricordato della sua "Rocky Road", e Dude, ormai sfinito dai continui rimbrotti della sua moglie viziata, apparentemente si suicida sparandosi in testa.

### Apocalypse Weekend
L'espansione Apocalypse Weekend aggiunge 2 ulteriori giorni: sabato e domenica. Differentemente dal gioco principale, durante questi giorni non ci saranno incarichi da compiere, ma invece missioni, che vengono compiute in modo lineare dal giocatore.

### Sabato
Postal Dude si risveglia all'improvviso in un ospedale nella parte meridionale di Paradise, dove da ora in poi prenderà principalmente posto l'intera espansione. Un infermiere informa a Dude che, miracolosamente, è sopravvissuto allo sparo che si è dato il giorno prima per uccidersi. Dude inizia a leggere le lettere di buona guarigione mandategli: la prima, mandata da "ACME Repossessors", gli dice che il suo camper sta venendo pignorato dalla compagnia; la seconda, mandata dal canile da dove ha preso il suo cane Champ, gli informa che se non paga le tasse per il suo cane, lo "metteranno a nanna" la notte di domenica. La terza e ultima, mandata da sua moglie, non gli augura nemmeno buona guarigione, ma invece lo insulta e gli dice che deve solo morire, e che lei se n'è andata da sua madre. Quando l'infermiere se ne va, Dude si alza dal letto per iniziare a cercare qualcosa da fare per soldi, così guarda su un tabellone, e trova un poster che recita: "Paga alta per donazioni per ricerca seminale. Visitare banco informativo per dettagli", perciò va al banco, dove gli viene detto di andare in una stanza marchiata "Deposito campioni". Sul tragitto per la stanza, però, per colpa della ferita nella sua testa inizia ad avere allucinazioni schizofreniche, iniziando a vedere dei demoni che assomigliano a Gary Coleman (alcune volte con teste di mucche pazze) che lo attaccano.

## Modalità di gioco

### Giocatore singolo
A differenza del primo episodio della saga, Postal² si caratterizza per una visuale in 3D e per uno stile di gioco differente. Se nel primo Postal, per passare da un livello a un altro era necessario eliminare un certo numero di nemici, in Postal² è necessario completare alcune missioni: una per ognuno dei cinque giorni della settimana compresi tra lunedì e venerdì. Queste missioni consistono nello svolgere mansioni della vita di tutti i giorni, come andare a comprare il latte o riscuotere lo stipendio, ma anche comprare del Napalm oppure urinare sulla tomba del padre.
Postal Dude (il protagonista della serie) a ogni incarico si metterà spesso nei guai e dovrà combattere contro vari avversari: la polizia, l'esercito, macellai pazzi, protestanti e addirittura elefanti. Per farlo avrà a disposizione un arsenale di armi che, oltre a classiche pistole e fucili, ne presenta alcune alquanto bizzarre (forbici, teste di bue tossiche, taniche di benzina, ecc...).

### Multigiocatore
Postal² contiene una modalità multigiocatore sponsorizzata dalla Game Spy. In questa modalità è possibile giocare contro altri giocatori in modalità Deathmatch ed è anche possibile scegliere l'avatar del personaggio con cui combattere.

## Versioni
L'edizione Postal²: Share the Pain venne pubblicata nel 2003 ed include -oltre al gioco base- il supporto al multiplayer e diverse migliorie grafiche. Running with Scissors, per festeggiare l'uscita del film Postal nel 2007, l'anno seguente pubblicò come freeware una versione per linux di Postal², contenente solo la parte multiplayer del gioco, ma non la modalità per il gioco singolo. Essa aggiunge molte mappe, tipi di gioco e avatar utilizzabili nella modalità multigiocatore.
Nel 2013 Postal² è stato pubblicato sulla piattaforma di distribuzione digitale Steam con il nome Postal² Complete: questa versione conteneva l'edizione Share the Pain e l'espansione Apocalypse Weekend.

## Espansioni

### Apocalypse Weekend
È la prima espansione per Postal². Aggiunge le giornate di sabato e domenica nel gioco. Il protagonista questa volta però non avrà molta libertà di muoversi nella mappa, poiché Apocalypse Weekend prevede un percorso prestabilito che porterà Postal Dude a svolgere diverse missioni, come ad esempio sterminare alcune vacche zombie. Questa espansione aumenta il livello di violenza di Postal² ed aggiunge nuove armi al già ben fornito arsenale del protagonista.

### A Week in Paradise
Inizialmente chiamata AW7 (Apocalyplse Weekend 7) questa mod unisce Share the Pain e Apocalypse Weekend, dando la possibilità al giocatore di completare tutte le missioni della settimana. Sono state aggiunte molte armi nuove.

### Paradise Lost
Paradise Lost è stata pubblicata il 17 aprile 2015 sulla piattaforma Steam. In questa nuova espansione, ambientata anni dopo i fatti narrati in Apocalypse Weekend, Postal Dude ritorna nella sua terra natale in cerca del suo cane. Tuttavia, sulla sua strada incontrerà i suoi concittadini mutati geneticamente a causa di un'esplosione nucleare. In questa nuova avventura, il protagonista potrà impugnare due armi allo stesso tempo, oltre a molte altre armi nuove, tra cui il revolver, il fucile lever-action ed il tagliaerba. Inoltre, il protagonista avrà nuovamente libertà di movimento all'interno della mappa, che comprende nuove aree. In quest'espansione sono state introdotte delle scelte morali: il giocatore, infatti, potrà scegliere se essere una persona pacifica o violenta.

## Critica
Postal², come il suo predecessore, ricevette diversi premi dalla critica, ma le recensioni non valutavano al meglio questo titolo, definendolo spesso come un gioco splatter stupido, con tanta violenza gratuita e fine a sé stessa. Il gioco contiene chiari messaggi lanciati contro la politica americana e per questo è stato spesso oggetto di aspre critiche.
Il gioco scatenò molte controversie per la sua violenza, venendo vietato in Australia, Malaysia, Francia e Germania. In Nuova Zelanda, il possesso, la distribuzione e l'acquisto per uso personale è illegale.